# Juncus alpinoarticulatus
Espèce
Statut de conservation UICN

 LC  : Préoccupation mineure
Juncus alpinoarticulatus est une espèce de la famille des Juncaceae.

## Répartition
Ce taxon se rencontre dans les pays suivants : Albanie, Allemagne, Autriche, Bulgarie, Canada, Chine, Danemark, Espagne, Estonie, Finlande, France, Groenland, Grèce, Géorgie, Hongrie, Islande, Italie, Kazakhstan, Kirghizistan, Lettonie, Lituanie, Maroc, Mongolie, Norvège, Pays-Bas, Pologne, Roumanie, Royaume-Uni, Russie, Suisse, Suède, Tchéquie, Turquie, Ukraine, États-Unis.
La présence de ce taxon est incertaine dans le pays suivant : Russie.

## Liste des sous-espèces
Selon GBIF (2 mars 2025) :
- Juncus alpinoarticulatus subsp. alpestris (C.Hartm.) Hämet-Ahti
- Juncus alpinoarticulatus subsp. alpinoarticulatus
- Juncus alpinoarticulatus subsp. americanus (Farw.) Hämet-Ahti
- Juncus alpinoarticulatus subsp. fischerianus (Turcz. ex V.I.Krecz.) Hämet-Ahti
- Juncus alpinoarticulatus subsp. fuscescens (Fernald) Hämet-Ahti
- Juncus alpinoarticulatus subsp. rariflorus (Hartm.) Holub

## Systématique
Le nom correct complet (avec auteur) de ce taxon est Juncus alpinoarticulatus Chaix.
Ce taxon porte en français les noms vernaculaires ou normalisés suivants : Jonc articulé des Alpes, Jonc des Alpes,, Jonc alpin.